# コンビニコミック
コンビニコミックは、既に単行本になっている作品を、まとめて簡素な装丁などで安価に再出版した漫画。
主にコンビニエンスストアで販売されている。特に統一された名称があるわけではなく、廉価版コミックス、ペーパーバックタイプコミックスともいう。書店などでは、普通のコミックとは違い雑誌コーナーなどに置かれているケースが多い。コンビニ向けの商材として始まったが、出版社の新古書店・古本屋対策も兼ねている。

## 概要
1999年7月、小学館が〈My First BIG〉（MFB）の販売を開始したのを皮切りに、漫画を発行する出版社のほとんどが販売するようになり、毎月多数の作品が販売され続けている。MFBはコンビニで弁当と飲み物と一緒に買っても1000円に収まる価格帯を設定したという。
日本最初のコンビニコミックは、その呼称ができる前の1970年から刊行が始まり、今も続き一般に「別冊ゴルゴ」と呼ばれる『別冊ビッグコミック 特集ゴルゴ13シリーズ』で、『ゴルゴ13』の総集編をB6判平綴じのペーパーバック形式で発行、年4回刊行している。
ペーパーバックの一種であり、装丁は簡易な厚紙の外装のみで、普通の漫画単行本と違い、コスト削減のためカバーはついていない。
綴じ方は無線綴じ、サイズはB6が基本だが、収録作品が4コマ漫画やショートギャグのもの、あるいは一部の出版社ではA5や文庫も使われる場合もある。厚さは同じ出版社であっても作品ごとに大きく異なり、値段も厚さに応じて300円から1000円と幅がある。雑誌扱いの発売となり、主な卸先はコンビニエンスストアである。
年末年始、ゴールデンウィーク、お盆の週刊雑誌が出版されない空白時期にはこの期間の購買やお年玉やこどもの日やお盆玉の小遣いをマーケットとして、普段よりも多くコンビニコミックが発刊される。
集英社を始め、少年誌や青年誌の連載作品が多いが、少女漫画を収録する出版社もある。また、成年向け漫画を収録する出版社もあるが、全年齢対応のための自主規制によって、さらなる修正が加えられる。
ラインナップは既に単行本化されている作品の再出版が多いが絶版作品から続刊中の作品まで幅広く発行されている。再出版作品であっても書き下ろしの解説やコラム、単行本未収録のエピソード、描き下ろし漫画を収録するなどして、付加価値をつける場合がある。また、未単行本化作品や描き下ろし作品がこの形態で刊行されることもある。
描き下ろしのものには後述するように過去の重大事件や怪談・都市伝説などを漫画化したものや、いわゆるゴシップ的な芸能人や特定の団体等の逸話や詳細を漫画化したものが多い。出版社が雑誌とは別に、新人賞の優秀作や若手作家の作品など商業誌未公開の短編作品や、電子書籍などインターネット上でのみ配信されている作品をまとめて収録した、単行本代わりの書籍媒体として刊行することもある。
当初は基本的に初版のみで、重版されることは少なかったが、アンコールと称し再版を重ねることも多くなっている。西岸良平や植田まさしなど短編やショートギャグの多い作家の作品では、重版や装丁を変更して再刊行される場合もあるほか、映画化やTVドラマ化などでタイアップ版が刊行される場合もある。
発行日や発行計画が厳密に決まっているわけではなく、どの号から読んでもそれなりに楽しめる方がよいため、長大なストーリーの漫画よりも、『ゴルゴ13』や『美味しんぼ』のように、1話～数話（数十ページ）でひとつのエピソードに区切りをつけ完結させる、読み切り形式の漫画がコンビニコミックに向いているといえる。
複数の出版社に跨り関連作品を刊行し、互いに宣伝しあうなどの展開を行うことも増えつつあり、2009年4月より「サイボーグ009」コンプリートコレクションと称し、秋田書店、角川書店、講談社、小学館の4社連動のリレー形式による、コンビニコミック全11巻からなる全集が刊行された。この他にも秋田書店、小池書院、双葉社が連動したダイナミック・プロ作のスーパーロボット漫画や、講談社、秋田書店が連動した水島新司作の『野球狂の詩』と『ドカベン』のクロスオーバー作品などがある。これ以外に、雑誌名義で複数の連載作品の再編集版を刊行したり、ルポ漫画など作者名を冠したシリーズ本を複数の出版社から刊行している場合もある。

## 出版社別の名称と代表的な作品
出版社名および作品名はいずれも五十音順。

### 秋田書店
秋田書店では、2001年7月に〈AKITA HANDY COMICS〉として刊行開始、2001年9月より〈AKITA TOP COMICS〉に名称変更、毎月最終木曜日に販売。ページ数の多い作品は〈AKITA TOP COMICS WIDE〉とされる。主に『週刊少年チャンピオン』などの連載作品、西村京太郎や内田康夫などが執筆した推理小説の漫画化作品を収録していた。2022年11月24日刊行の「浅見光彦ミステリー＆旅愁サスペンス」を最後に秋田書店はコンビニコミックを発売していない。
- 公式サイト
  - AKITA TOP COMICS
- 代表的な作品
  - 浦安鉄筋家族シリーズ - 現在も連載中
  - グラップラー刃牙シリーズ -　現在も連載中
  - ドカベンシリーズ
  - 西村京太郎トラベルミステリーシリーズ
  - ブラック・ジャック
  - マジンガーZ - 発動編･激闘編の全2巻

### KADOKAWA
KADOKAWAでは、（KADOKAWA絶品コミック）という名称で手塚治虫作品やさいとう・たかを作品を主に販売していたが、他社に比べてコンビニコミックの販売に積極的ではなかった。2013年にメディアファクトリーの傘下入りに伴い、MFRシリーズをKADOKAWAのコンビニコミックブランドとして編入した。2018年発売のCOBRAシリーズを最後にKADOKAWAはコンビニコミックを発売していない。

#### KADOKAWA絶品コミック
- 代表的な作品
  - 火の鳥

#### カドカワコミックA
- 代表的な作品
  - 新世紀エヴァンゲリオン
  - 機動戦士ガンダム THE ORIGIN

#### MFR
- 寺沢武一作品など

### コアマガジン
コアマガジンでは、（コアコミックス）という名称で販売しており、主に都市伝説や実録やゴシップを掲載している『ブブカ』『実話BUNKAタブー』などに掲載された作品とに新規に書き下ろされた作品をテーマ毎にまとめたアンソロジーを毎月2～3冊発行。元の掲載誌のサイズがAB版であるため縮小サイズであるA5変型判で刊行される。2015年11月より、成人向け漫画誌の『メガストア』『漫画ばんがいち』『コミックホットミルク』に掲載された作品のベストセレクション版をB6判で月1冊発行。
- 公式サイト
  - コアコミックス
- 代表的な作品
  - あなたの知らない闇世界
  - 実録 悪い人
  - 怒りのグルメ

### 講談社
講談社では、〈講談社プラチナコミックス〉(KPC) という名称で販売しており、主に『週刊少年マガジン』・『週刊ヤングマガジン』・『モーニング』などの連載作品を収録している。ただ、他の出版社のコンビニコミックに比べ値段がやや高い。はじめはコンビニコミックの出版には消極的で、「あしたのジョー」と「巨人の星」を雑誌形態（中綴じ）で1冊にまとめた『ジョー&飛雄馬』を発行していたことがある。
- 公式サイト
  - KPC（廉価版コミック）｜講談社コミックプラス
- 代表的な作品
  - クッキングパパ - 長寿漫画で、現在も連載中。KPC版は2008年12月以降アンコール刊行中。
  - 頭文字D
  - カメレオン
  - 金田一少年の事件簿
  - カイジシリーズ - 現在も連載中
  - 工業哀歌バレーボーイズ
  - 沈黙の艦隊

### 集英社
集英社では、〈集英社リミックス〉という名称で販売しており、複数のレーベル名が使い分けられている。大手出版社としてはコンビニコミックの刊行に積極的で、『こちら葛飾区亀有公園前派出所』のように毎月2冊ずつシリーズ化している作品や、『ドラゴンボール』など原作ではなくアニメをもとにしたフィルムコミックを再刊行している作品、少女漫画やレディースコミックといった女性向け作品などがあり、さらには漫画だけでなく雑誌の読者コーナーの『ジャンプ放送局』も刊行されたことがある。また、これに先んじて雑誌形態の総集編を刊行していた（2001年に『月刊コミック特盛』として定期刊行化され、2008年に別内容の季刊誌にリニューアルされるまで続いた）。
また、公式サイトでは期間をおいた重版も新刊と同じく告知される。ただし、短期間での重刷の告知はない場合もある。最近では今後の発売予定作品の予告編として収録予定話の数ページを巻末に掲載している。
収録ページ数の多い作品には「ワイド版」、「新ワイド版」という表記が頭に付いているものもあるが、2008年後期に装丁が変更になった際、「ワイド版」の重版として刊行していたシリーズの途中で「ワイド版」の表記が無くなった作品もある。その後、従来では「ワイド版」として刊行されていたであろうページ数の作品、過去に刊行された作品を増ページして再刊行した作品でも「ワイド版」との表記がされなくなった。
- 公式サイト
  - s-manga.net リミックス
  - JC出版【集英社ジャンプ・リミックス】 (@JUMP_REMIX) - X（旧Twitter）

#### 集英社ジャンプリミックス
〈SJR〉、〈SHUEISHA JUMP REMIX〉とも表記。男性向け。主に『ジャンプ』ブランド作品や現在集英社の雑誌に連載している作家の他社のものを含む過去の作品を扱う。
- 代表的な作品
  - キン肉マン
  - ドラゴンボール
  - こちら葛飾区亀有公園前派出所
  - ジョジョの奇妙な冒険 -　現在も連載中
  - DRAGON QUEST -ダイの大冒険-
  - ろくでなしBLUES
  - はだしのゲン - 『ジャンプ』連載分のみ収録

#### 集英社ガールズリミックス
〈SgR〉、〈SHUEISHA Girls Remix〉とも表記。女性向け。主に『少女漫画』、『レディースコミック』を扱う。
- 代表的な作品
  - NANA - 現在休載中
  - ハチミツとクローバー
  - ちびまる子ちゃん

#### 集英社ホームリミックス
〈ShR〉、〈SHUEISHA HOME REMIX〉とも表記。ホーム社が発行。『古めの作品』を扱い、やや高年齢層向け。過去にホーム社が扱った作品を扱うとは限らない。
- 代表的な作品
  - プレイボール
  - 必殺仕置長屋

#### 集英社インターナショナルリミックス
〈SiR〉、〈SHUEISHA INTERNATIONAL REMIX〉とも表記。集英社インターナショナルが発行。
- 代表的な作品
  - 闘将!!拉麵男

### 小学館
小学館では、主に〈My First BIG〉 (MFB) というレーベル名で販売しており、派生レーベルもいくつもある。『コロコロコミック』、『少年サンデー』、『ビッグコミック』などの連載作品を収録している。毎週金曜日に新刊が刊行される。『美味しんぼ』や『ゴルゴ13』のように明確なテーマ毎に収録作品を再構成しているものが多い。
〈SSCS〉は主に作品を選集的な方法で、〈MFB〉と付くレーベルは選集方式以外に絶版タイトルを廉価復刊し再刊行する形で収録されている。同じ作品でも別のレーベルで新刊扱いで出しなおされる場合もある。以前は一般向けの重版の告知などはあまりされていなかったが、2009年頃より巻末の今後の刊行予定ページ等で重版についても告知されるようになった。
- 公式サイト
  - My First BIG
  - 少年サンデーコミックススペシャル
  - Judy comics wide - 小学館クリエイティブ
  - My First BIG (@myfirstbig) - X（旧Twitter）

#### My First BIG
〈MFB〉とも表記。メインとなるレーベル。
- 代表的な作品
  - 美味しんぼ（MFB Special、MFB SUPERを含め通巻145巻で完結）
  - 銀河鉄道999
  - ゴルゴ13 - 現在も連載中
  - ドラえもん
  - 名探偵コナン - 現在も連載中[5]
  - My First コロコロ伝説

#### My First BIG SPECIAL
〈MFB SPECIAL〉とも表記。以前は〈My First BIG Special〉と表記されており、一部の作品では現在も継続して使用されている。通常より少し厚い。
- 代表的な作品
  - 男はつらいよ - 林律雄・脚色／高井研一郎・画)
  - 特選 三丁目の夕日 - 厚さではなく大判(A5判)化されている。特製絵はがき付
  - 覇-LORD- - 現在も連載中
  - MAJOR - 〈My First WIDE〉で20巻まで連続で再刊行の後、本レーベルより続きを刊行
  - らんま1/2

#### My First BIG SUPER
〈MFB SUPER〉とも表記。最も厚い。
- 代表的な作品
  - イーグル

#### My First Casual
主に女性向けの作品を扱う。2009年6月現在刊行休止中。
- 代表的な作品
  - 高橋留美子劇場 - 勝手なやつら、笑う標的、うちが女神じゃ！等の初期作品集
  - 東京ラブストーリー
  - BANANA FISH

#### ブルーコミックス
2000年頃より刊行。収録作品ごとに厚さや価格が異なり、中には95円という安い物も存在した。〈My First WIDE〉と入れ替わりに刊行停止。
- 代表的な作品 
  - 美味しんぼ
  - 伝染るんです。

#### My First WIDE
2002年頃より〈ブルーコミックス〉と入れ替わりに刊行開始。〈MFB Special〉と〈MFB SUPER〉の中間の厚さ、既に刊行している単行本の内容を網羅するという収録方法で既存の単行本の廉価版的な側面が強い。
- 代表的な作品
  - タッチ
  - MAJOR -　20巻まで連続で再刊行の後〈MFB Special〉より続きを刊行
  - ポケットモンスターSPECIAL - 第4章を収録。

#### 少年サンデーコミックス スペシャル
〈SSCS〉とも表記。『少年サンデー』作品を扱い、カバーの付いた通常のコミックスと同じレーベルのカバー無し版。コンビニ販売が主な場合に使用される。
- 代表的な作品
  - 劇場版 名探偵コナン
  - 小説 名探偵コナン
  - 犬夜叉特別版
  - 機動警察パトレイバー特別版
  - サイボーグ009特別版、コンプリートコレクション

#### Judy comics wide
小学館クリエイティブ発行。初出が小学館以外の出版社の作品を扱う。
- 代表的な作品
  - すすめ!!パイレーツ

### 少年画報社
少年画報社では、〈YKベスト〉〈YKベストWIDE〉レーベルでBADBOYS、別冊･読者投稿 心霊体験（アンソロジー）などを、〈にゃんCOMI〉レーベルでねこぱんちシリーズ（アンソロジー）を刊行。
また〈YCベスト〉という『ヤングコミック』掲載作品を扱うB5、マットコートの表紙、定価500円統一で、成年マークこそ無いが成年向けでテープで綴じられている「よりヌキ」シリーズというローソン･ファミリーマート･サークルK･サンクスの4つのコンビニエンスチェーン店のみの特別限定販売のレーベルも刊行している。
- 公式サイト
  - 少年画報社 / コンビニコミック

### 新潮社
新潮社では、『週刊少年ジャンプ』の元編集長堀江信彦が数名の元『ジャンプ』作家と共に立ち上げたコアミックスの『週刊コミックバンチ』を出版している事から、かつて『ジャンプ』で連載されていた作品のうち、著作権がコアミックスに移った作品を〈BUNCH WORLD〉の名称で刊行している。
- 代表的な作品
  - 北斗の拳シリーズ
  - 蒼天の拳 - 現在も連載中
  - シティーハンター
  - 県立海空高校野球部員山下たろーくん
  - よろしくメカドック
  - 侍ジャイアンツ
  - サーキットの狼

### 竹書房
竹書房では通常版と同じ（バンブーコミックス）という名称で販売している。コンビニコミックの初期の段階からアカギなど『近代麻雀』の人気作品や単行本未収録作品、及び四コマ漫画誌のベストセレクション版などを多数刊行しているほか、近年は青年コミック誌（成年指定なしのアダルト漫画誌）のベストセレクション版も刊行されている。
- 代表的な作品
  - アカギ 〜闇に降り立った天才〜
  - 麻雀破壊神・傀-　現在も連載中
  - 麻雀バクチ列車
  - 麻雀バクチ地獄寺
  - フリテンくん
  - ぷち本当にあった愉快な話シリーズ

### 日本文芸社
日本文芸社では、〈Gコミックス〉の名称で刊行しており、2022年4月27日放送のがっちりマンデーでは、コンビニコミックは日本文芸社のコミックス売上げ全体の約4割を担っていると報じられた。
- 代表的な作品
  - ミナミの帝王 -現在も連載中
  - 銀牙伝説WEED - 現在は続編が掲載中
  - 喰いしん坊!
  - 酒のほそ道 -　現在も連載中
  - 江戸前の旬 - 現在も連載中
  - 男と女の交差点

### 白泉社
白泉社では、〈ヤングアニマルリミックス〉（YAR）という名称で販売している。以前は〈My Best Remix〉（MBR）レーベルが存在したが2010年10月に〈YAR〉に移行した。白泉社は2016年12月7日発売の「パタリロ！BEST GAG REMIX」を最後に廉価版コミックスを発売していない。
- 代表的な作品（MBRレーベル）
  - ふたりエッチ
  - 赤ちゃんと僕
  - ホーリーランド
  - ベルセルク
  - パタリロ!

### 双葉社
双葉社では、〈☆coinsアクションオリジナル〉のレーベル名にて、作品ごとに不定期に刊行されている。「coins」は100円硬貨だけで買える枚数を表しており、「☆」印部分は価格によって3から7に変わる。2007年12月以降のものは数字表記は省かれ“coinsアクションオリジナル”となっているが、アンコール版ではその後も表記されている。また、同社の漫画雑誌はショートギャグや4コマ漫画なども多いため、シリーズや連載時期などの区切らず無作為に選ばれた作品を収録される場合もある点が他社と異なる特徴である。
- 代表的な作品
  - クレヨンしんちゃん - 現在も連載中
  - かりあげクン - 現在も連載中
  - ルパン三世
  - じゃりン子チエ
  - 鎌倉ものがたり - 現在も連載中
  - 食の鉄人たち - 2007年11月創刊（不定期刊）、2009年以降は年4回刊、2011年7月新規発行停止。料理・グルメ漫画のアンソロジーコミック。

### 芳文社
芳文社では、刊行誌にショートギャグ作品や4コマ漫画が多いことから、作品ごとではなく雑誌ごとの作品数作を抜粋して収録することが多い。また、同社との結びつきが強い作家植田まさしの過去作は作品単位で多く刊行している。
- 代表的な作品
  - おとぼけ課長 - 現在も連載中
  - コボちゃん[9]
  - 特盛まさし君
  - 特盛のんき君

### その他
以下の出版社でもコンビニコミックなどを出版しているが、1冊丸ごと描き下ろしたものも多い。また、既に刊行されたコミックでない書籍を紹介するためにあえてコミックス化したものも存在する。描き下ろしコンビニコミックでは独自の漫画家が起用されるケースが多い。
- 代表的出版社
  - 朝日新聞出版 - （ASスペシャル）
  - 実業之日本社 - （マンサンコミックス）内田康夫などが執筆した推理小説の漫画化作品や山本まゆり『霊能者緒方克巳シリーズ』を収録している。
  - ぶんか社 - （BUNKYASYA COMICS）『本当にあった笑える話』など実録系アンソロジーが中心
  - リイド社 - 〈SPコミックス SPポケット〉およびサブレーベル。さいとう・たかを作品、時代物、ハードボイルドなど劇画中心
  - 潮出版社 - （KIBO COMICS カジュアルワイド SPECIAL）同社が過去に発刊していた『コミックトム』および同誌前後身誌の収録作が中心。手塚治虫『ブッダ』、横山光輝『三国志』など。
- かつて発売していた出版社
  - イースト・プレス　公式サイトイースト・プレス
  - 宙出版　コミック版プロジェクトXやミステリー小説作品のコミカライズ版など
  - 学習研究社 - 〈ムーコミックス〉など
  - 笠倉出版社 - （カルトコミックス）
  - スクウェア・エニックス - 〈〇〇〇〇リミックス〉「〇〇〇〇」にはその作品が元々刊行されていたレーベル名が入る。ひぐらしのなく頃になど
  - 世界文化社 - （アリババコミックス）歴史や軍事を題材にした作品を中心に刊行。戦国自衛隊シリーズなど
  - 徳間書店 - 〈トクマ・フェイバリット・コミックス〉新潮社〈BUNCH WORLD〉のコアミックスが企画・協力。原哲夫作品など
  - マイウェイ出版 - 〈マイウェイコミックス）かつては官能劇画や風俗ルポなどが中心に刊行されていたが、近年はコンビニ向けペーパーバックムック本が中心
  - 中央公論新社 - （Chuko コミックLite Special）藤子不二雄A作品中心。他にはだしのゲン（第2部）など。
  - フェアベル - フロッグエンターテイメントのコンビニコミック事業を継承して、庄司陽子作品を中心に刊行。
- かつて存在した出版社
  - 嶋中書店 - （アイランドコミックス）水木しげる作品やつげ義春作品などを販売していた。
  - マックス - （クライMAXシリーズ）成年向け雑誌『COMICポプリクラブ』に連載されていた作品のベストセレクション版を販売していた。
  - 小池書院 - 〈キングシリーズ 漫画スーパーワイド〉小池一夫作品、ダイナミックプロ作品、時代物、ハードボイルドなど劇画中心
  - ミリオン出版 - 〈ミリオンコミックス）『実話ナックルズ』など実録漫画などが中心、B6判とA5変型判